# Sounding the Seventh Trumpet
Sounding the Seventh Trumpet là album phòng thu đầu tay của ban nhạc heavy metal người Mỹ Avenged Sevenfold, được phát hành vào ngày 24 tháng 7 năm 2001 thông qua hãng đĩa Good Life Recordings. Album được tái bản vào ngày 19 tháng 3 năm 2002 thông qua Hopeless Records với phần bìa đôi chút khác biệt. Tuy chỉ bán được 300 bản trong tuần đầu phát hành, album đã bán được 370.000 bản trên toàn thế giới, gồm 310.000 đĩa tiêu thụ ở Hoa Kỳ, tính đến tháng 11 năm 2010.
Tựa đề Sounding the Seventh Trumpet được lấy từ Sách Khải Huyền, cụ thể liên hệ tới chương 11 và tiếng kèn trumpet thứ bảy (và cuối cùng), báo hiệu ngày tận thế. Valary DiBenedetto (vợ tương lai của M. Shadows) thể hiện phần hát trong bài "The Art of Subconscious Illusion." Album lần đầu được phát hành trên đĩa vinyl ở Hoa Kỳ vào năm 2008.

## Sản xuất
Sounding the Seventh Trumpet được thu âm trong tám ngày vào tháng 11 năm 2000, với kinh phí chỉ 2.000 đô la Mỹ (USD). Khi các thành viên bước chân vào phòng thu, The Rev đã thu toàn bộ phần trống trong một lượt, còn các thành viên khác bổ sung các phần của mình sau khi anh thu xong. Ban đầu Zacky Vengeance chơi lead guitar. Khi Synyster Gates tham gia ban nhạc vào đầu năm 2001, họ đã thu một phiên bản heavy metal của "To End the Rapture" với Gates đánh lead guitar. Phiên bản này có ở đĩa đơn Warmness on the Soul, và sau được đưa vào đĩa tái phát hành của Sounding the Seventh Trumpet. Đây là album duy nhất có sự tham gia của tay bass Justin Sane (tránh nhầm với Justin Sane của nhóm Anti-Flag), và anh này cũng chơi dương cầm trong album. Đôi lúc anh bị thay thế bởi Dameon Ash trong chu kỳ tour của album, rồi Ash lại bị thay thế bởi Johnny Christ.

## Phát hành
Ngày phát hành album còn mâu thuẫn ở nhiều nguồn. Trên trang web chính thức của ban nhạc, ngày hôm đó là 31 tháng 1 năm 2001. Tuy nhiên, trên các bản lưu trữ của trang web, tin tức cập nhật giải thích rằng album do Lumberjack Distributions phân phối, ban đầu định phát hành vào cuối tháng 4 năm 2001. Do nguyên nhân chưa rõ ràng, lịch phát hành bị dời nhiều lần, lần đầu là 10 tháng 6, rồi sang 20 tháng 6. Một bài viết của Loudwire nhân kỷ niệm 17 năm album ra mắt đã ghi 24 tháng 7 là ngày phát hành thực. Sau đấy đĩa này được tái phát hành vào ngày 19 tháng 3 năm 2002.

## Đón nhận
| Đánh giá chuyên môn | Đánh giá chuyên môn |
| Nguồn đánh giá      | Nguồn đánh giá      |
| Nguồn               | Đánh giá            |
| ------------------- | ------------------- |
| AllMusic            | [ 6 ]               |
| Kerrang!            | [ 7 ]               |
| Ultimate Guitar     | 8,5/10              |

Sounding the Seventh Trumpet nhận được những đánh giá trái chiều đến tích cực từ giới phê bình. AllMusic chấm album ba trên bốn sao và viết: "Sounding the Seventh Trumpet là một xuất sắc đối với bất kỳ người mộ nhạc metal nào, khi Avenged Sevenfold nắm chắc tất cả những thứ extreme." Cây viết còn dành lời khen các bài "Darkness Surrounding" và "We Come out at Night" là "...các tuyệt tác metalcore, khi phần hòa giọng hát bổ sung vào những đoạn cắt này để phát triển các bài hát thành những vụ nổ sóng âm trong không khí."

## Danh sách ca khúc
Tất cả các bài hát do M. Shadows và Zacky Vengeance sáng tác, trừ chỗ ghi chú.
| Bản phát hành gốc | Bản phát hành gốc                  | Bản phát hành gốc                  | Bản phát hành gốc |
| STT               | Nhan đề                            | Sáng tác                           | Thời lượng        |
| ----------------- | ---------------------------------- | ---------------------------------- | ----------------- |
| 1.                | "To End the Rapture"               |                                    | 1:22              |
| 2.                | "Turn the Other Way"               |                                    | 5:37              |
| 3.                | "Darkness Surrounding"             |                                    | 4:50              |
| 4.                | "The Art of Subconscious Illusion" |                                    | 3:46              |
| 5.                | "We Come Out at Night"             |                                    | 4:45              |
| 6.                | "Lips of Deceit"                   |                                    | 4:10              |
| 7.                | "Warmness on the Soul"             |                                    | 4:20              |
| 8.                | "An Epic of Time Wasted"           |                                    | 4:19              |
| 9.                | "Breaking Their Hold"              |                                    | 1:12              |
| 10.               | "Forgotten Faces"                  |                                    | 3:27              |
| 11.               | "Thick and Thin"                   |                                    | 4:16              |
| 12.               | "Streets"                          | Matthew Sanders Successful Failure | 3:07              |
| 13.               | "Shattered by Broken Dreams"       |                                    | 7:09              |
| Tổng thời lượng:  | Tổng thời lượng:                   | Tổng thời lượng:                   | 52:00             |

| Tái bản năm 2002 | Tái bản năm 2002        | Tái bản năm 2002 |
| STT              | Nhan đề                 | Thời lượng       |
| ---------------- | ----------------------- | ---------------- |
| 1.               | "To End the Rapture[*]" | 1:23             |
| Tổng thời lượng: | Tổng thời lượng:        | 52:00            |

## Nhân sự
Các dòng ghi công lấy từ ghi chú lót bìa album.
Avenged Sevenfold
- M. Shadows – hát, acoustic guitar và keyboard
- Zacky Vengeance – guitar
- The Rev – trống, hiệu ứng âm thanh
- Justin Sane – bass, duơng cầm (Daemon Ash được ghi công ở một số ấn bản nhưng không biểu diễn)
- Synyster Gates – lead guitar trong bài "To End the Rapture" (bản heavy metal)

Nhạc công thời vụ
- Valary DiBenedetto – scream bổ sung trong bài "The Art of Subconscious Illusion"

## Xếp hạng
| Xếp hạng (2006)          | Vị trí cao nhất |
| ------------------------ | --------------- |
| Japanese Albums (Oricon) | 176             |